# Abordaža
Abordaža (eng. boarding, nje. die Enterung) je manevar jednog broda radi zauzimanja protivničkog broda bliskom borbom, hladnim ili vatrenim oružjem na palubu, pošto prethodno pristane uz njega ili ga udari pramcem. 
To je bio prvi oblik borbe na moru, u vrijeme kada ljudi nisu bili vješti u upravljanju brodom na vesla i kad su brodovi služili samo za prijevoz vojske. Ovaj način borbe upotrebljavan je u Peloponeskom ratu sve dok se nije razvila vještina udara kljunom, poznata u povijesti kao Kljunov udar.
Abordaže su često primjenjivali Rimljani, čiji su vojnici bili dobri ratnici a slabi mornari i čiji su brodovi bili vrlo nepokretni. Oni su u Prvom punskom ratu primijenili tzv. abordažni most (1.corvus, manus ferrata - vrana), kako bi izbjegli udar pokretljivih kartaških brodova i što bolje iskoristili uvježbanost svojih vojnika. Kad bi se približili protivničkom brodu na oko 11 m, bacili bi na njega most, koji bi se zakvačio na njega pomoću posebnih kuka i onda bi vojnici prelazili s broda na brod, a protivnički brod bi bio onemogućen da im se približi. Prvu pobjedu na ovaj način su postigli 260. pr. Kr. u bitci kod Liparskih otoka.
Pojavom i razvojem brodskih topova i topništva, ova tehnika nestaje. Abordažu su vrlo uspješno i često uoptrebljavali pirati i gusari pri napadu na trgovačke brodove tijekom 17. i 18. stoljeća. Posljednja bitka koja se vodila s brodovima na vesla i pomoću ove tehnike je Lepantska bitka 1571. godine. 
U kasnijim ratovima upotreba abordaža bila je slučajna ili vezana za naročite okolnosti. Tako je poznato da je u noći 20. travnja 1917. godine jedan britanski brod slučajno udario jedan njemački brod u Doverskom tjesnacu. 
Također je britanski razarač Cossack 16. veljače 1940. godine izvršio abordažu na njemački teretni brod Altmark i oslobodio britanske ratne zarobljenike koji su bili na njemu.